# غز أباد (غرمسار كرمان)
غز أباد (بالفارسية: گزآباد) هي قرية تقع في إيران في قسم غرمسار الریفي. يقدر عدد سكانها بـ 815 نسمة بحسب إحصاء 2016.